# 大阪マーヴェラス
大阪マーヴェラス（おおさかマーヴェラス）は、大阪府大阪市を本拠地とするJTの女子バレーボールチーム。2025-26シーズンはSV.LEAGUE WOMENに所属。

## 概要
男子バレーボールチーム（現・広島サンダーズ）と同様に、女子バレーボールチームも大蔵省専売局時代から広島工場を拠点に活動していたが、こちらは1965年ごろに自然消滅した。
現在の女子バレーボールチームは、日本専売公社時代の1956年に新設された茨木工場（1982年に新設された関西工場に集約され閉鎖）で創設された9人制女子バレーボール同好会（専売茨木）に始まり、1965年に6人制に移行。1985年の民営化によって男子チームと共に日本たばこ産業（JT）に承継された。1996年に初のV・プレミアリーグ昇格を果たす。
チーム名の『マーヴェラス』とは、「素晴らしい」「奇跡的な」などの意味で、Vリーグ昇格時に「Vリーグに驚くべき奇跡を!」と社員応募により決定したマスコットネームである。チームマスコットは『マーヴェりん』で、太陽のようなみかけであり、発熱するものが好きで、わたあめが苦手である。
練習場は兵庫県西宮市にあるJTバレーボール部体育館。ホームゲームは大阪府や兵庫県の体育館で開催されている。

## 歴史
1956年、日本専売公社茨木工場創業時に同好会として9人制のチームが誕生した（チーム名は専売茨木）。1965年、6人制に移行。
1969年に実業団リーグ（現・Vチャレンジリーグ）が発足し、リーグ入りを推薦される。1969/70シーズン、第1回実業団リーグに出場し、6チーム中最下位で入替戦にも敗れリーグ陥落。1977年にチーム名を「専売茨木」から「専売大阪」に変更する。1980年、全日本6人制実業団優勝大会で優勝し11年ぶりに全国実業団リーグに復帰する。1980/81シーズン、復帰戦の第12回実業団リーグも最下位に終わり地域リーグへ降格。1985年、日本たばこ産業設立承継に伴いチームも承継され、チーム名も「専売大阪」から「日本たばこ」に変更した。また、1988年の日本たばこ産業コミュニケーション・ネーム「JT」導入に伴い、1989年にチーム名も「日本たばこ」から「JT」に変更した。1991年、実業団選抜男女地域リーグプレーオフ大会で優勝し、12年ぶりの実業団リーグ再復帰を果たした。
1991/92シーズン、第23回実業団リーグで8チーム中3位に入った。それから第24回以降も4強に入る。そして、1995/96シーズンの第27回実業団リーグで12勝2敗という成績で準優勝を果たし、Vリーグ入替戦で小田急ジュノーに2連勝し、Vリーグ（現・Vプレミアリーグ）へ昇格した。それに伴いチーム名にマスコットネームをつけることとなり、社員応募によりチーム名が今の「JTマーヴェラス」となった。また、兵庫県西宮市に新しい体育館と合宿所が竣工した。
1996/97シーズン、初のVリーグとなった第3回Vリーグで最下位の8位となり実業団リーグに降格。1998/99シーズンはV1リーグ（実業団リーグより名称変更）で14戦全勝で優勝し、Vリーグ入替戦で1勝1敗で3年ぶりにVリーグに復帰する。1999/2000シーズン第6回Vリーグで全10チーム中7位と健闘する。第7回リーグも8位でVリーグ残留。しかし、第8回リーグでは最下位となり、入替戦でも日立佐和に連敗してV1リーグ降格となる。2002/03シーズンの第5回V1リーグで13勝1敗で優勝し、1年でVリーグに復帰した。同シーズンの第52回黒鷲旗大会で、チーム初の準優勝を果たし、来季Vリーグに向けて頭角を現す。2003/04シーズン、復帰戦の第10回Vリーグでは7位となるが、第53回黒鷲旗大会で2年連続2度目の準優勝を果たした。そして、第11回Vリーグでは、竹下佳江、熊前知加子、宝来真紀子、菅山かおるらを擁して4位となり、初めての4強入りを果たした。
2005年に元全日本男子監督の寺廻太が監督に就任。寺廻にとっては初めての女子チーム監督となる。2005/06シーズンの第12回Vリーグは7位にとどまる。しかし、2006/07シーズンは、V・プレミアリーグ（Vリーグから名称変更）で初の準優勝。第56回黒鷲旗大会でも3度目の準優勝を果たした。ところが、2007/08シーズンは、V・プレミアリーグでは8位に低迷。第57回黒鷲旗大会では2年連続4度目の準優勝。2008/09V・プレミアリーグでは9位となりV・チャレンジマッチ（入替戦）出場となる。V・チャレンジマッチでは連勝しプレミア残留を果たす。2009年5月に寺廻監督退任。
2009年、5月に廃部した武富士バンブーの監督だった石原昭久が監督に就任。韓国のエースキム・ヨンギョンを補強。V・プレミアリーグ女子初の開幕24連勝を果たしレギュラーラウンドを首位で通過。セミファイナルラウンドも3戦全勝の首位で決勝進出を果たす。しかし、最後の優勝決定戦では東レアローズに敗れ準優勝となる。第59回黒鷲旗大会も決勝で東レに敗れ初優勝を逃す（5度目の準優勝）。2010/11シーズンは東日本大震災の影響により、V・プレミアリーグが打ち切りとなり、暫定で1位だったためそのまま初優勝となった。第60回黒鷲旗大会でも初優勝を果たし、二冠を達成した。
その後、エースとして活躍したキム・ヨンギョンがトルコのフェネルバフチェに移籍。新外国人選手が入団するもの、2011/12V・プレミアリーグでは5位に留まる。第61回黒鷲旗大会では連覇を果たした。2012/13V・プレミアリーグでは序盤につまずき、中盤から少しずつ挽回するも6位で終える。2013年5月に石原監督退任、後任は尾崎侯コーチが昇格。
尾崎体制になった2013/14シーズン、V・プレミアリーグで7位となり、V・チャレンジマッチ（入替戦）に出場。上尾メディックス（現・埼玉上尾）に連敗し、同年5月の理事会をもってV・チャレンジリーグ降格が決定した。2014/15年シーズンはV・チャレンジリーグ1位で入れ替え戦に出場したもののプレミアリーグ8位のトヨタ車体クインシーズに敗れ、V・プレミアリーグ昇格はならなかった。
2015年5月、マーヴェラスは闘将吉原知子を監督に招聘し、V・チャレンジリーグIに優勝すると、V・チャレンジマッチでも上尾に2連勝して、再びV・プレミアリーグへの昇格資格を得た。2016年3月16日に開催されたVリーグ機構理事会において、2016/17シーズンからV・プレミアリーグへの再昇格が正式決定した。復帰後の2016/17シーズンではVファイナル6に進出する健闘を見せ、4位に食い込んだ。
2018年、これまでのVリーグに変わり新生V.LEAGUEが誕生し、1部のDIVISION1に所属。初年度の2018-19シーズンは3位に入った。
2019-20シーズン、レギュラーラウンドはスターカンファレンス所属となり、首位で通過し、ファイナル8も首位で通過。準決勝で埼玉上尾に勝ち、2020年1月26日、決勝で岡山シーガルズにフルセットで勝ち、9シーズンぶりの優勝を果たした。9年前はシーズン途中の打ち切りによる暫定成績での優勝のため、シーズンを最後まで戦っての優勝はチーム初である。
2020-21シーズン、令和2年度皇后杯選手権大会で初の決勝進出を果たし、決勝でも東レアローズに勝ち皇后杯初優勝を果たした。V1女子でもV・レギュラーラウンドで2位に入りセミファイナル進出。セミファイナルではNECレッドロケッツに苦闘するもフルセットで勝利しファイナルに進出。そして、ファイナルでは皇后杯に続きまたも東レが相手となり、東レはここまでリーグ戦で22戦全勝の負けなしであったが、相手の若き日本代表エース陣（黒後愛、石川真佑）の制御に成功したJTが3-1で勝利し、リーグ戦連覇と2冠を達成した。吉原は「大事な試合に向かうための集中力やコンディション調整がうまくなっている。」と選手を評した。連覇に貢献したアメリカ代表のアンドレア・ドルーズは「チーム全員で仕事をした結果が優勝につながったと思う。」と仲間を讃え、主将で最高殊勲選手賞に輝いた小幡真子は「昨季とは違ったうれしさがある。今季は勝つことの難しさを感じた。」とコメントを残した。
2021-22シーズン、令和3年度皇后杯選手権大会では準々決勝で久光スプリングスに敗れ連覇がなくなる。3連覇を目指すV1女子では、相手チームの対策強化もあり敗数こそ増えるが、東レと競った末にV・レギュラーラウンド首位通過を決め、2戦方式のファイナル進出を確定させる。しかし、ファイナルでは、皇后杯を含め対戦成績で1勝3敗と負け越している久光が相手となり、第1戦を1-3で落としリードを許す。第2戦で勝てばゴールデンセットに持ち込めたが、その第2戦の前日、新型コロナウイルス感染症の陽性判定者が両チームで複数人出たことにより第2戦が中止になる。代替試合が開催できない判断となり、第1戦で敗れたJTは準優勝となり、3連覇は予定試合を完遂せずに消滅した。前シーズン（2020-21シーズン）王者として4月24日-30日に開催される2022年アジアクラブ選手権に出場予定であったが、陽性判定者が複数人出た影響でそちらも出場辞退した。アジア選手権出場に備え黒鷲旗大会は出場を取りやめていたため、リーグ戦準優勝をもって2021-22シーズンの公式戦が終了した。当シーズンをもって、東京オリンピック金メダルに貢献したアメリカ代表のアンドレア・ドルーズ、東京オリンピック日本代表の小幡真子、同候補だった芥川愛加、2022年日本代表の柴田真果など主力メンバーを含む7人が退団となった。
2022-23シーズン、V1女子のV・レギュラーラウンドを5位で終え、「V.LEAGUE」5シーズン目にして初めてV・ファイナルステージ進出を逃した（最終順位5位）。
2023-24シーズン、V1女子で22戦全勝の成績でV・レギュラーラウンド優勝を決めた。セミファイナルでも勝利を挙げファイナルに進出。24シーズンぶりの完全優勝まであと1勝とした。しかし、ファイナルでは前シーズン覇者のNECレッドロケッツにセットカウント1-3で敗れ、完全優勝を逃すと共にNECに連覇を許した（JTは準優勝）。同シーズンの皇后杯全日本選手権大会でも準決勝でNECに敗れていて、V・レギュラーラウンドではNECに2戦全勝も重要な試合でNECに2敗した。3シーズン前に東レにしたことがそのままNECにされる形となった。
2024年、9シーズンにわたりチームを率いた吉原知子が退任。新監督にはダニエル・カステラーニが就任する予定であったが、健康上の理由による就任辞退に伴い、6月にコーチ就任が発表されていた酒井大祐が7月から監督に就任した。
SVリーグ移行に伴い9月中旬にチーム名を「大阪マーヴェラス」に変更した。
2024-25シーズンは44戦37勝の成績でレギュラーシーズン優勝を果たし、クォーターファイナルではAstemoリヴァーレ茨城に2勝、セミファイナルではデンソーエアリービーズに2勝1敗で勝ち上がり、ファイナルではNECレッドロケッツ川崎相手に2連勝でSVリーグ初代女王に決定した。

## 成績

### 主な成績
SVリーグ
- 優勝1回（2024-25）

V.LEAGUE DIVISION1 WOMEN（日本リーグ／Vリーグ／V・プレミアリーグ）
- 優勝3回（2010/11、2019-20、2020-21）
- 準優勝3回（2006/07、2009/10、2021-22、2023-24）

V.LEAGUE DIVISION2（実業団リーグ／V1リーグ／V・チャレンジリーグ／V・チャレンジリーグI）
- 優勝4回（1998/99、2002/03、2014/15、2015/16）
- 準優勝1回（1995/96）

黒鷲旗全日本選抜大会
- 優勝5回（2011年、2012年、2015年、2016年、2018年）
- 準優勝5回（2003年、2004年、2007年、2008年、2010年）

天皇杯・皇后杯全日本バレーボール選手権大会
- 優勝1回（2020年）

### 年度別成績
| 所属         | 年度             | 最終 順位 | 参加 チーム数 | 試合 | 勝 | 敗 | 勝率  |
| ------------ | ---------------- | --------- | ------------- | ---- | -- | -- | ----- |
| 実業団リーグ | 第1回 (1969/70)  | 6位       | 6チーム       | 10   | 1  | 9  | 0.100 |
| 実業団リーグ | 第12回 (1980/81) | 6位       | 6チーム       | 10   | 1  | 9  | 0.100 |
| 実業団リーグ | 第23回 (1991/92) | 3位       | 8チーム       | 14   | 10 | 4  | 0.714 |
| 実業団リーグ | 第24回 (1992/93) | 4位       | 8チーム       | 14   | 8  | 6  | 0.571 |
| 実業団リーグ | 第25回 (1993/94) | 4位       | 8チーム       | 14   | 6  | 8  | 0.429 |

#### Vリーグ / 実業団リーグ・V1リーグ
| 所属         | 年度              | 最終 順位 | 参加 チーム数 | 試合 | 勝 | 敗 | 勝率  |
| ------------ | ----------------- | --------- | ------------- | ---- | -- | -- | ----- |
| 実業団リーグ | 第26回 (1994/95)  | 4位       | 8チーム       | 14   | 7  | 7  | 0.500 |
| 実業団リーグ | 第27回 (1995/96)  | 準優勝    | 8チーム       | 14   | 12 | 2  | 0.857 |
| Vリーグ      | 第3回 (1996/97)   | 8位       | 8チーム       | 21   | 1  | 20 | 0.048 |
| 実業団リーグ | 第29回 (1997/98)  | 4位       | 8チーム       | 14   | 8  | 6  | 0.571 |
| V1リーグ     | 第1回 (1998/99)   | 優勝      | 8チーム       | 14   | 14 | 0  | 1.000 |
| Vリーグ      | 第6回 (1999/2000) | 7位       | 10チーム      | 18   | 6  | 12 | 0.333 |
| Vリーグ      | 第7回 (2000/01)   | 8位       | 10チーム      | 18   | 6  | 12 | 0.333 |
| Vリーグ      | 第8回 (2001/02)   | 9位       | 9チーム       | 16   | 2  | 14 | 0.125 |
| V1リーグ     | 第5回 (2002/03)   | 優勝      | 8チーム       | 14   | 13 | 1  | 0.929 |
| Vリーグ      | 第10回 (2003/04)  | 7位       | 10チーム      | 18   | 6  | 12 | 0.333 |
| Vリーグ      | 第11回 (2004/05)  | 4位       | 10チーム      | 27   | 15 | 12 | 0.556 |
| Vリーグ      | 第12回 (2005/06)  | 7位       | 10チーム      | 27   | 12 | 15 | 0.444 |

#### V・プレミアリーグ / V・チャレンジリーグ
| 所属        | 年度    | 最終 順位 | 参加 チーム数 | レギュラーラウンド | レギュラーラウンド | レギュラーラウンド | レギュラーラウンド | ポストシーズン | ポストシーズン | ポストシーズン |
| 所属        | 年度    | 最終 順位 | 参加 チーム数 | 順位               | 試合               | 勝                 | 敗                 | 試合           | 勝             | 敗             |
| ----------- | ------- | --------- | ------------- | ------------------ | ------------------ | ------------------ | ------------------ | -------------- | -------------- | -------------- |
| プレミア    | 2006/07 | 準優勝    | 10チーム      | 2位                | 27                 | 20                 | 7                  | 4              | 2              | 2              |
| プレミア    | 2007/08 | 8位       | 10チーム      | 8位                | 27                 | 12                 | 15                 | -              | -              | -              |
| プレミア    | 2008/09 | 9位       | 10チーム      | 9位                | 27                 | 10                 | 17                 | -              | -              | -              |
| プレミア    | 2009/10 | 準優勝    | 8チーム       | 1位                | 28                 | 26                 | 2                  | 4              | 3              | 1              |
| プレミア    | 2010/11 | 優勝      | 8チーム       | 1位                | 26                 | 20                 | 6                  | 中止           | 中止           | 中止           |
| プレミア    | 2011/12 | 5位       | 8チーム       | 5位                | 21                 | 11                 | 10                 | -              | -              | -              |
| プレミア    | 2012/13 | 6位       | 8チーム       | 6位                | 28                 | 9                  | 19                 | -              | -              | -              |
| プレミア    | 2013/14 | 7位       | 8チーム       | 7位                | 28                 | 12                 | 16                 | -              | -              | -              |
| チャレンジ  | 2014/15 | 優勝      | 10チーム      | 1位                | 18                 | 17                 | 1                  | -              | -              | -              |
| チャレンジⅠ | 2015/16 | 優勝      | 8チーム       | 1位                | 21                 | 21                 | 0                  | -              | -              | -              |
| プレミア    | 2016/17 | 4位       | 8チーム       | 4位                | 21                 | 13                 | 8                  | 5              | 2              | 3              |
| プレミア    | 2017/18 | 準優勝    | 8チーム       | 2位                | 21                 | 13                 | 8                  | 7              | 5              | 2              |

#### V.LEAGUE
| 所属      | 年度    | 最終 順位 | 参加 チーム数 | レギュラーラウンド | レギュラーラウンド | レギュラーラウンド | レギュラーラウンド | レギュラーラウンド | レギュラーラウンド | ポストシーズン | ポストシーズン | ポストシーズン | 備考            |
| 所属      | 年度    | 最終 順位 | 参加 チーム数 | カンファレンス     | 順位               | チーム数           | 試合               | 勝                 | 敗                 | 試合           | 勝             | 敗             | 備考            |
| --------- | ------- | --------- | ------------- | ------------------ | ------------------ | ------------------ | ------------------ | ------------------ | ------------------ | -------------- | -------------- | -------------- | --------------- |
| DIVISION1 | 2018-19 | 3位       | 11チーム      | ウエスタン         | 2位                | 5チーム            | 20                 | 14                 | 6                  | 9              | 4              | 5              |                 |
| DIVISION1 | 2019-20 | 優勝      | 12チーム      | スター             | 1位                | 6チーム            | 21                 | 17                 | 4                  | 5              | 4              | 1              |                 |
| DIVISION1 | 2020-21 | 優勝      | 12チーム      | （1リーグ制）      | 2位                | 12チーム           | 20                 | 16                 | 4                  | 2              | 2              | 0              |                 |
| DIVISION1 | 2021-22 | 準優勝    | 12チーム      | （1リーグ制）      | 1位                | 12チーム           | 33                 | 27                 | 6                  | 1              | 0              | 1              | 不戦勝1を含む。 |
| DIVISION1 | 2022-23 | 5位       | 12チーム      | （1リーグ制）      | 5位                | 12チーム           | 33                 | 23                 | 10                 | -              | -              | -              |                 |
| DIVISION1 | 2023-24 | 準優勝    | 12チーム      | （1リーグ制）      | 1位                | 12チーム           | 22                 | 22                 | 0                  | 2              | 1              | 1              |                 |

#### SV.LEAGUE
| 所属      | 年度    | 最終 順位 | 参加 チーム数 | レギュラーラウンド | レギュラーラウンド | レギュラーラウンド | レギュラーラウンド | ポストシーズン | ポストシーズン | ポストシーズン | 備考 |
| 所属      | 年度    | 最終 順位 | 参加 チーム数 | 順位               | 試合               | 勝                 | 敗                 | 試合           | 勝             | 敗             | 備考 |
| --------- | ------- | --------- | ------------- | ------------------ | ------------------ | ------------------ | ------------------ | -------------- | -------------- | -------------- | ---- |
| SV.LEAGUE | 2024-25 | 優勝      | 14チーム      | 1位                | 44                 | 37                 | 7                  |                |                |                |      |

## 選手・スタッフ(2025-26)

### 選手
| 背番号                                                                            | 名前               | シャツネーム | 生年月日（年齢）       | 身長 | 国籍     | Pos | 在籍年  | 前所属           | 備考   |
| --------------------------------------------------------------------------------- | ------------------ | ------------ | ---------------------- | ---- | -------- | --- | ------- | ---------------- | ------ |
| 2                                                                                 | 林琴奈             | HAYASHI      | 1999年11月13日（25歳） | 173  | 日本     | OH  | 2018年- | 金蘭会高校       |        |
| 4                                                                                 | 塩出仁美           | SHIODE       | 1999年9月15日（25歳）  | 174  | 日本     | S   | 2022年- | 日本体育大学     |        |
| 5                                                                                 | リセ・ファンヘッケ | VAN HECKE    | 1992年7月1日（33歳）   | 188  | ベルギー | OP  | 2024年- | トヨタ車体       |        |
| 6                                                                                 | 田中瑞稀           | M.TANAKA     | 1996年1月28日（29歳）  | 170  | 日本     | OH  | 2014年- | 九州文化学園高校 | 主将   |
| 7                                                                                 | 小川愛里奈         | OGAWA        | 1998年6月3日（27歳）   | 178  | 日本     | MB  | 2023年- | 東レ             |        |
| 8                                                                                 | 井上芙香           | INOUE        | 2000年4月11日（25歳）  | 158  | 日本     | L   | 2023年- | 青山学院大学     |        |
| 9                                                                                 | 榊原菜那           | SAKAKIBARA   | 2002年3月7日（23歳）   | 180  | 日本     | MB  | 2020年- | 八王子実践高校   |        |
| 10                                                                                | 西崎愛菜           | NISHIZAKI    | 2002年5月1日（23歳）   | 158  | 日本     | L   | 2021年- | 金蘭会高校       |        |
| 11                                                                                | 目黒優佳           | MEGURO       | 1996年1月16日（29歳）  | 170  | 日本     | L   | 2018年- | 日本体育大学     |        |
| 12                                                                                | 東美奈             | HIGASHI      | 2000年3月4日（25歳）   | 160  | 日本     | S   | 2022年- | 鹿屋体育大学     | 副主将 |
| 13                                                                                | 成瀬ももか         | NARUSE       | 2004年5月10日（21歳）  | 178  | 日本     | MB  | 2023年- | 八王子実践高校   |        |
| 14                                                                                | 大山遼             | OYAMA        | 2001年5月5日（24歳）   | 177  | 日本     | MB  | 2024年- | 筑波大学         |        |
| 15                                                                                | 宮部愛芽世         | MIYABE       | 2001年10月12日（23歳） | 173  | 日本     | OH  | 2024年- | 東海大学         | 副主将 |
| 17                                                                                | 福村心優美         | FUKUMURA     | 2006年6月29日（19歳）  | 178  | 日本     | OH  | 2025年- | 就実高校         | 新人   |
| 21                                                                                | 志摩美古都         | SHIMA        | 1999年1月18日（26歳）  | 175  | 日本     | OH  | 2024年- | PFU              |        |
| 出典：チーム新体制リリース チーム公式サイト Vリーグ公式サイト 更新：2025年6月19日 |                    |              |                        |      |          |     |         |                  |        |

### スタッフ
| 役職                                                                              | 名前     | 備考 |
| --------------------------------------------------------------------------------- | -------- | ---- |
| 部長                                                                              | 當麻浩之 |      |
| ゼネラルマネージャー                                                              | 竹嶋優子 |      |
| スカウト                                                                          | 筧本翔昂 |      |
| 監督                                                                              | 酒井大祐 |      |
| コーチ                                                                            | 井上裕介 |      |
| コーチ                                                                            | 今村駿   | 新任 |
| コーチ                                                                            | 瀧澤陽紀 |      |
| アナリスト                                                                        | 草柳和希 |      |
| S&Cコーチ                                                                         | 竹内大高 | 新任 |
| トレーナー                                                                        | 永安夏未 |      |
| トレーナー                                                                        | 河村直人 | 新任 |
| 通訳                                                                              | 梶原美央 |      |
| マネージャー                                                                      | 長野円香 | 新任 |
| 出典：チーム新体制リリース チーム公式サイト Vリーグ公式サイト 更新：2025年6月19日 |          |      |

## 在籍していた主な選手
| - ラケル・シルバ - エリザンジェラ・パウリノ - モレーノ・ピーノ・ケニー - アルベス タチアーナ - キム・ヨンギョン - ヨバナ・ブラコチェビッチ - エヴァ・ヤネヴァ - ディララ・ビルゲ - オヌマー・シッティラック - アンドレア・ドルーズ - 江藤直美 - 森山淳子 - 熊前知加子 - 菅山かおる - 高橋めぐみ - 西堀健実 - 西堀育実 - 佐田樹理 - 平山恵 - 宝来麻紀子 - 河村聖子 - 千野葉子 - 久保雅 - 小酒翔子 - 遠藤りつこ - 神本千佳 - 西山由樹 - 高木理江 - 川原麻実 - 河合由貴 - 坂下麻衣子 | - 加藤千尋 - 竹下佳江 - 谷口雅美 - 大友愛 - 吉澤智恵 - 西山慶樹 - 千葉智枝美 - 山口かなめ - 石川友紀 - 早坂梢依 - 石井美樹 - 橋本直子 - 上屋敷綾 - 横田千里 - 高橋昌美 - 中村亜友美 - 位田愛 - 安藤典莉子 - 奥村麻依 - 井上琴絵 - 金杉由香 - 寺井有美 - 田中美咲 - 山本美沙 - 小川杏奈 - 芥川愛加 - 小幡真子 - 柴田真果 - ヒックマン・ジャスティス - 深萱知代 - 神田さくら |

## アンダーカテゴリー
U15女子チームのマーヴェラスジュニアが2024年に活動を開始。チームOGで武庫川女子大学監督の坂下麻衣子がヘッドコーチを務めている。

## その他
- 元女優の江角マキコがかつて所属していたが、故障で直ぐに引退した。
- 芸人の幹てつやが、吉本入り前にアシスタントコーチを務めた時期がある。

## スポンサー
- テーブルマーク